# Даза
Даза (італ. Dasà, сиц. Dasà) — муніципалітет в Італії, у регіоні Калабрія, провінція Вібо-Валентія.
Даза розташована на відстані близько 490 км на південний схід від Рима, 55 км на південний захід від Катандзаро, 16 км на південний схід від Вібо-Валентії.
Населення — 1214 осіб (2014).
Щорічний фестиваль відбувається 6 грудня. Покровитель — святий Миколай da Bari.

## Демографія
Населення за роками:

Станом на 1 січня 2023 року в муніципалітеті офіційно проживали 24 іноземці з 10 країн, серед них 9 громадян країн Євросоюзу.

## Сусідні муніципалітети
- Аккуаро
- Арена
- Дінамі
- Джерокарне